# Résolution 1339 du Conseil de sécurité des Nations unies
Membres permanents
- Chine
- États-Unis
- France
- Royaume-Uni
- Russie

Membres non permanents
- Bangladesh
- Colombie
- Irlande
- Jamaïque
- Mali
- Maurice
- Norvège
- Singapour
- Tunisie
- Ukraine

Résolution no 1338 Résolution no 1340
La Résolution 1339 du Conseil de sécurité des Nations unies fut adoptée à l'unanimité le 31 janvier 2001. Après avoir réaffirmé toutes les résolutions sur l'Abkhazie et la Géorgie, en particulier la résolution 1311 (de 2000), le Conseil a prorogé le mandat de la Mission d'observation des Nations unies en Géorgie (MONUG) jusqu'au 31 juillet 2001.
Dans le préambule de la résolution, le Conseil a souligné que l'absence de progrès sur un règlement entre les deux parties était inacceptable. La situation est restée calme bien que la zone de conflit reste instable et que la MONUG et les troupes de maintien de la paix de la Communauté des États indépendants (CEI) apportent d’importantes contributions à la stabilisation de la région.
Le Conseil de sécurité a appuyé les efforts du Secrétaire général Kofi Annan et de son Représentant spécial pour promouvoir la stabilisation de la situation. Le Représentant spécial devait soumettre une proposition concernant la répartition des compétences constitutionnelles entre Tbilissi et Soukhoumi. La nécessité d'intensifier les efforts pour un projet de proposition sur la réhabilitation économique et le retour des réfugiés dans la région de Gali a été soulignée. La partie abkhaze en particulier a été instamment priée d'engager des négociations et l'Ukraine devait tenir la troisième réunion entre les deux parties concernant les mesures de confiance en mars 2001.
La résolution a réaffirmé le caractère inacceptable des changements démographiques résultant du conflit et a rappelé que tous les réfugiés ont le droit de rentrer chez eux. Toutes les violations de l'Accord de 1994 sur le cessez-le-feu et la séparation des forces ont été condamnées, en particulier l'exercice militaire impliquant l'utilisation d'armes lourdes en novembre 2000 qui a été relevé dans le rapport du Secrétaire général. Dans le même temps, l'augmentation de la criminalité et des activités des groupes armés a été déplorée car elle avait un effet déstabilisateur. L'enlèvement de deux observateurs militaires de la MONUG en décembre 2000 a été condamné et la nécessité pour les deux parties d'assurer la sécurité, la sûreté et la liberté de mouvement des forces de maintien de la paix de la MONUG et de la CEI a été réaffirmée.
Enfin, le Secrétaire général a été invité à tenir le Conseil régulièrement informé de l’évolution de la situation et à faire un rapport dans les trois mois sur la situation.